# 가가와현 제3구
가가와현 제3구(일본어: 香川県第3区)는 일본의 중의원 소선거구이다.
현재 중의원은 자유민주당 소속의 오노 키타로이다.

## 지역
- 마루가메시
- 미토요시
- 간온지시
- 젠쓰지시
- 나카타도군